# Ranunculus distans
Ranunculus distans är en ranunkelväxtart. Ranunculus distans ingår i släktet ranunkler, och familjen ranunkelväxter.

## Underarter
Arten delas in i följande underarter:
- R. d. chitralicus
- R. d. distans
- R. d. latifolius